# Furanocumarine

Psoralene

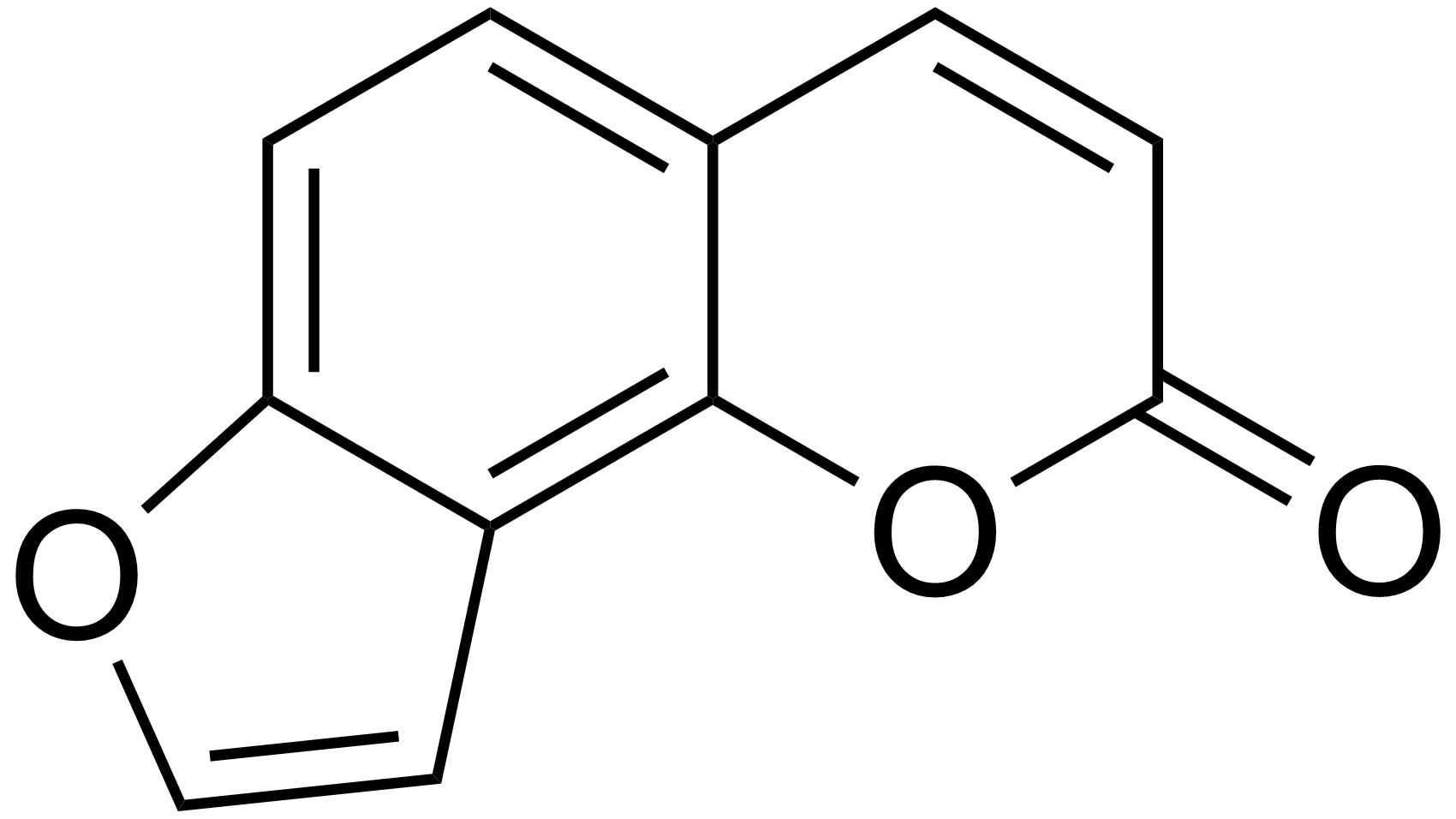
Angelicina

Le furanocumarine, o furocumarine, sono una classe di sostanze organiche naturali prodotte da certe varietà di piante. 
La struttura chimica delle furanocumarine consiste di un anello furanico fuso con una cumarina. L'anello furanico può essere fuso alla cumarina in due modi principali, dando luogo a due classi di isomeri, le furanocumarine lineari (capostipite psoralene) e le furanocumarine angolari (capostipite angelicina).
Molte furanocumarine sono tossiche e fotomutagene e sono prodotte dalle piante principalmente come meccanismo di difesa dai predatori. Sono presenti nella buccia di molti agrumi (in particolare di bergamotto) e nella linfa di piante invasive quali la panace gigante.

## Elenco di furanocumarine
- Ossipeucedanina (presente nella buccia dei frutti di bergamotto e limone)
- Biacangelicina (presente nella buccia dei frutti di bergamotto e limone)
- Biacangelicolo (presente nella buccia dei frutti di limone e lime)
- Bergaptene (presente nella buccia dei frutti di bergamotto)
- Psoralene
- Bergamottina (presente nella buccia dei frutti di bergamotto e pompelmo)
- Trimetilpsoralene